# Röd strandkrypare
Röd strandkrypare (Aegialia rufa) är en skalbaggsart som först beskrevs av Fabricius 1792.  Röd strandkrypare ingår i släktet Aegialia, och familjen bladhorningar. Enligt den svenska rödlistan är arten sårbar i Sverige. Arten förekommer i Götaland. Artens livsmiljö är havsstränder.